# Antonio Panella (storico)
Antonio Panella (L'Aquila, 2 ottobre 1878 – Firenze, 6 ottobre 1954) è stato un archivista e storico italiano.

## Biografia
Nato nel 1878 all'Aquila da una famiglia di origini modeste, era figlio di Giuseppe, falegname, e di Giovanna Spalloni, cucitrice. Si sposò a Roma il 2 ottobre 1905 con l'aquilana Matilde Bedeschini ed ebbe due figli: Alberto ed Ermanno. Conseguì nel 1900 il diploma alla scuola di notariato della sua città natale e diventò parte dell'amministrazione archivistica nazionale tramite concorso. Dal 1º agosto 1901 fu in servizio a Napoli come alunno di seconda categoria e il 25 giugno 1902 fu trasferito all'archivio di Stato di Firenze. Rimase nel capoluogo di toscano per il resto della sua vita e lì conseguì, il 21 gennaio 1911, il diploma di archivista paleografo; grazie a questo titolo, fu promosso ad archivista.
Fu quindi responsabile di diverse sezioni dell'archivio fiorentino, fino a diventarne direttore, dapprima come reggente nel 1932 e poi, dal 1936, come soprintendente, incarico che mantenne fino alla pensione, raggiunta il 18 giugno 1947. Nel 1916 era anche stato chiamato alle armi durante la prima guerra mondiale, riuscendo però a ottenere la dispensa. Nel 1939 fu inoltre fondata la Soprintendenza archivistica per la Toscana, di cui Panella assunse la direzione, che continuò a tenere fino alla sua morte, avvenuta nel 1954 a Firenze.